# Леплевський Ізраїль Мойсейович
Ізраї́ль Мойсе́євич Лепле́вський (1896, за іншими даними 1894 — 28 липня 1938) — народний комісар внутрішніх справ УРСР (червень 1937 — січень 1938), комісар державної безпеки 2-го рангу (1935). Член Центральної контрольної комісії КП(б)У в 1930—1934 роках. Член ЦВК СРСР у 1935—1937 рр. Депутат Верховної Ради СРСР 1-го скликання.

## Походження
Народився в м. Бересті Берестейського повіту Гродненської губернії Російської імперії в багатодітній єврейській родині різьбяра тютюнової фабрики (брат Григорій Леплевський — теж більшовик, працював на керівних посадах у виконавчих органах і прокуратурі СРСР). Член Бунду в 1910—1914 роках. Здобув домашню освіту. Працював у Бересті в капелюшній майстерні, на аптечному складі.
1914 року мобілізований в царську армію. Служив рядовим 154-го Дербентського та 3-го прикордонного полків на Турецькому фронті (жовтень 1914 — червень 1917).

## Більшовик і чекіст
У березні 1917 р. вступив у Тифлісі в партію більшовиків. З червня 1917 р. в м. Катеринославі — член комітету Військової організації РСДРП(б). З лютого 1918 р. працює у ВЧК — регістратор зброї Саратовської ЧК. З червня 1918 р. — у більшовицькому підпіллі в звільненій чехословаками Самарі — член підпільного Самарського комітету РСДРП(б). З жовтня 1918 р. після взяття м. Самари більшовиками — помічник і заступник завідувача секретно-оперативного відділу Самарської губЧК (в м. Самарі працював Г. М. Леплевський). З травня 1919 р. в Катеринославі — член Центрального бюро фракції КП(б)У, після звільнення міста Збройними силами Півдня Росії — на підпільній роботі. Після окупації міста Червоною Армією знов працює в ЧК — уповноважений 1-ї групи, член колегії, помічник завідувача і завідувач секретно-оперативного відділу Катеринославської губЧК, завідувач особливого відділу, тимчасовий виконувач обов'язків начальника активної частини, завідувач секретно-оперативної частини, завідувач адміністративно-організаційного відділу, заступник голови Катеринославського губЧК. З травня 1922 р. — начальник Катеринославського губвідділу ГПУ УРСР, з лютого 1923 р. — начальник Подільського губвідділу ГПУ, одночасно в 1923—1924 рр. — відповідальний секретар Подільського губкому КП(б)У.
З жовтня 1925 р. — начальник Одеського окрвідділу ГПУ, одночасно начальник та воєнком 26-го прикордонного загону ОГПУ, член колегії ГПУ УРСР. З липня 1929 р. перебував у м. Харкові — заступник начальника (з жовтня 1929 р. — начальник) СОУ ГПУ УРСР, одночасно з 1930 р. — начальник Особливого відділу Українського військового округу. Один з організаторів операції «Весна» (репресії проти колишніх офіцерів царської армії, що служили в РСЧА).
З серпня 1931 р. разом зі своїм начальником по ГПУ України В. А. Балицьким у центральному апараті ОГПУ в м. Москві — заступник начальника ОО ОГПУ СРСР, з 17 листопада 1931 р. — начальник ОО ОГПУ СРСР.
З 20 лютого 1933 р. — 2-й заступник голови ГПУ УРСР (повернувся до Харкова разом з Балицьким, призначеним головою ГПУ УРСР). Розсварившися зі своїм покровителем Балицьким; у січні 1934 р. переведений у м. Саратов повноважним представником ОГПУ в Саратовському краю (з липня того ж року — начальник УНКВС Саратовського краю). З грудня 1934 р. — нарком внутрішніх справ Білоруської РСР.
28 листопада 1936 р. переведений у центральний апарат НКВС на посаду начальника ОО ГУГБ НКВС СРСР (з 25 грудня 1936 р., після перейменування відділу — начальник 5-го відділу ГУГБ НКВС СРСР). Один із керівників слідства у справі М. М. Тухачевського та інших військових начальників РСЧА.
З 14 червня 1937 р. — нарком внутрішніх справ Української РСР. Керував масовими репресіями в Україні. Якщо «згори» було встановлено «план із ворогів народу», — то на місцях виступали із зустрічними пропозиціями. 5 вересня, 29 вересня й 11 грудня 1937 року нарком внутрішніх справ УРСР Ізраїль Леплевський тричі звертався до НКВС СРСР із проханням про додаткові ліміти. Союзний наркомат підтримав ці клопотання. Ліміти були збільшені: за першою категорією (смертна кара) до 26150 осіб, за другою — до 37800, разом — до 63950, тобто втричі більше, ніж передбачалося спочатку.
У січні 1938 р. переведений у м. Москву начальником 6-го (транспортного) відділу ГУГБ НКВС СРСР. Після реорганізації НКВС з 28 березня 1938 р. — заступник начальника (з 8 квітня — начальник) 3-го (транспортного) управління НКВС СРСР, одночасно начальник 1-го відділу цього управління.
Нагороджений орденом Леніна та двома орденами Червоного Прапора, орденом Червоної Зірки, двома знаками «Почесний робітник ВЧК-ГПУ», медаллю «XX років РСЧА».
Арештований 26 квітня 1938 р., 28 липня того ж року розстріляний згідно з вироком Військової колегії Верховного суду СРСР. Не реабілітований.